# Ваља Банкулуј (Сучава)
Ваља Банкулуј (рум. Valea Bancului) насеље је у Румунији у округу Сучава у општини Кошна. Oпштина се налази на надморској висини од 887 m.

## Становништво
Према подацима из 2002. године у насељу је живело 166 становника, од којих су сви румунске националности.